# Hippodamia washingtoni
Hippodamia washingtoni är en skalbaggsart som beskrevs av Timberlake 1939. Hippodamia washingtoni ingår i släktet Hippodamia och familjen nyckelpigor. Inga underarter finns listade i Catalogue of Life.